# 大石雅彦
大石 雅彦（おおいし まさひこ、1953年-　）は、日本のロシア文学者。早稲田大学文化構想学部名誉教授（文学学術院）。文化記号論、ロシア・アヴァンギャルドが専門。
静岡県生まれ。早稲田大学文学部露文科卒、同大学院文学研究科博士課程退学。2004年「マレーヴィチ考」で文学博士。

## 著書
- 『ロシア・アヴァンギャルド遊泳 剰余のポエチカのために』水声社 1992
- 『『新青年』の共和国』水声社 1992
- 『聖ペテルブルク』水声社 1996
- 『マレーヴィチ考 「ロシア・アヴァンギャルド」からの解放にむけて』人文書院 2003
- 『モスクワの声』（小説）水声社 2008
- 『彼我等位 日本・モダニズム/ロシア・アヴァンギャルド』水声社 2009
- 『エイゼンシテイン・メソッド　イメージの工学』平凡社、2015

## 翻訳
- 構成の詩学 芸術テクストの構造と構成的形式のタイポロジー ボリス・ウスペンスキイ 川崎浹共訳 法政大学出版局 1986.2 (叢書・ウニベルシタス)
- 映画の記号論 ユーリイ・M・ロトマン 平凡社 1987.11 (テオリア叢書)
- ロシア・アヴァンギャルド 7 レフ 芸術左翼戦線 松原明共編 国書刊行会 1990.4
- ロシア・アヴァンギャルド 3 キノ 映像言語の創造 田中陽共編 国書刊行会 1994.9
- ロシア・アヴァンギャルド 5 ポエジア 言葉の復活 亀山郁夫共編 国書刊行会 1995.7